# Ниво-Трудівська сільська рада
| Ниво-Трудівська сільська рада — колишній орган місцевого самоврядування у Апостолівському районі Дніпропетровської області з адміністративним центром у c. Нива Трудова. Сільській раді підпорядковані населені пункти: - c. Нива Трудова - с. Садове - с. Солдатське - с. Зоряне |

## Склад ради
Рада складається з 20 депутатів та голови.

## Керівний склад сільської ради
| ПІБ                              | Основні відомості                                                         | Дата обрання | Дата звільнення |
| -------------------------------- | ------------------------------------------------------------------------- | ------------ | --------------- |
| Шутько Віктор Васильович         | Сільський голова, 1957 року народження, освіта, безпартійний              | 26.03.2006   | 31.10.2010      |
| Любченко Олександр Олександрович | Сільський голова, 1960 року народження, освіта вища, член Партії регіонів | 31.10.2010   |                 |

Примітка: таблиця складена за даними джерела

## Населення
Згідно з переписом УРСР 1989 року чисельність наявного населення сільської ради становила 6832 особи, з яких 3261 чоловік та 3571 жінка.
За переписом населення України 2001 року в сільській раді мешкали 4483 особи.

### Мова
Розподіл населення за рідною мовою за даними перепису 2001 року:
| Мова       | Відсоток |
| ---------- | -------- |
| українська | 87,94 %  |
| російська  | 11,41 %  |
| білоруська | 0,40 %   |
| молдовська | 0,07 %   |
| вірменська | 0,04 %   |
| болгарська | 0,02 %   |